# Гавлич, Сергей Иванович
Сергей Иванович Гавлич (27 октября 1949; Норильск, Красноярский край, РСФСР, СССР) — 31 декабря 2023; станица Братковка, Краснодарский край, Россия) — российский актёр театра и кино. Заслуженный артист Российской Федерации (2008).

## Биография
Родился 27 октября 1949 года в Норильске Красноярский край. После окончания школы юношу не приняли в ЛГИТМиК. Проучившись 2 года в Институте культуры, ушёл служить в армию, но продолжил попытки развиваться в актёрской деятельности, обучаясь. После срочной службы поступил в ЛГИТМиК на курс И. О. Горбачёва и Л. Г. Гавриловой. После окончания ЛГИТМиК, Гавлич 4 года проработал в Псковском драматическом театре, где сыграл в спектакле «Левша» по произведению Лескова (Левша), «Дон Жуан» Мольера (Сганарель),а также и во многих других.
Вернувшись в 1979 году в Ленинград, был принят В. Малыщицким в труппу театра в Измайловском саду. Играл в спектаклях «Звучала музыка в саду» и «Какая музыка была, какая музыка звучала». Гавлич попробовал себя в качестве режиссёра, но режиссёрская профессия оказалась ему не по душе, и он продолжил играть в Молодёжном театре на Фонтанке, а также в театрах «Эрмитаж», «Балтийский дом», в Петербургском экспериментальном театре (ПЭТ), в антрепризах.
Наиболее известен по работам в таких фильмах и телесериалах, как «Улицы разбитых фонарей», «Убойная сила», «Тайны следствия», «Морские дьяволы», «Утомленные солнцем 2: Цитадель» и так далее.
Ушёл из жизни 31 декабря 2023 года по причине болезни.

## Творчество

### Работы в Театре
- 1980 — «Сто братьев Бестужевых» — Извозчик (реж. В. А. Малыщицкий)
- 1981 — «Четыре песни в непогоду» по А. Володину — (реж. В. А. Малыщицкий)
- 1981 — «Невский, всемогущий Невский» Спектакль по «Петербургским повестям» Н. В. Гоголя — Акакий Акакиевич Башмачкин (реж. Вяч. Долгачёва)
- 1982 — «Диалоги» по А.Володину — (реж. В. А. Малыщицкий)
- 1982 — «И дольше века длится день» Ч. Айтматова — Казангап (реж. В. А. Малыщицкий)
- 1980 — «Отпуск по ранению» В.Кондратьева — Егорыч (реж. В. А. Малыщицкий)
- 1983 — «Люди и мыши» Д.Стейнбека — Старик (реж. Е. М. Падве)
- 1984 — «Утиная охота» — Кузаков (реж. Е. М. Падве)
- 1985 — «Анастасия»- Боткин (реж. А.Бураго)
- 1985 — «Дама с камелиями» — (реж. А.Бураго)
- 1987 — «Фандо и лис» — Путешественник (реж. А.Бураго)
- 1989 — «Гроза» А.Н. Островского — Кулигин (реж. С.Я Спивак
- 2001 — «На дне» М.Горького — Лука
- 1992 — «Своя семья, или замужняя невеста» А.Шаховской, А.Грибоедова, Н.Хмельницкого — Максим Меркурьевич Бирюлькин (реж. М. Г. Черняк)
- 1995 — «Трёхгрошовая опера» Бертольда Брехта — Смит (реж. С.Я. Спивак)
- 1995 — «Голый король» Е. Л. Шварца — Король (реж. А. Бураго)
- 1998 — «Стакан воды» Эжена Скриба - Томпсон (реж. М.Г.Черняк)
- 1998 — «Плутни Скапена» Жана Мольера — Аргант (реж. В. Ветрогонов)
- 2000 — «Дни Турбиных» М. А. Булгакова — Фёдор (реж. С.Я. Спивак)
- 2000 — «Картины из жизни девицы Любови Отрадиной» по пьесе А. Н. Островского «Без вины виноватые» — Иван (реж. Н. Леонова)
- 2001 — «Жаворонок» Жана Ануя — Кошон (реж. С.Я. Спивак)
- 2005 — «Старые дома» Г. Голубенко, Л. Сущенко, В. Хайта — Тимофей Кузьмич (реж. А. Кладько)
- 2005 — «Три сестры» А. П. Чехова — Ферапонт (реж. С.Я. Спивак)
- 2006 — «Король — Олень» Карло Гоцци — Чиголотти (реж. Г. Р. Тростянецкий)
- 2008 — «Дон Кихот» М.А. Булгакова— Слуга Мартинеса (реж. С.Я Спивак)
- 2008 — «Иов»  Йозефа Рота — Раввин (режиссёр-постановщик Л.Ш. Шехтман)
- 2009 — «Зимняя сказка» по Уильяму Шекспиру— Дама, Пастух (реж. — Магуи Мира (Испания)
- 2011 — «Семья Сориано, или Итальянская комедия» Эдуардо Де Филиппо — Доминико Сориано (реж. С.Я. Спивак)

Выступил в качестве режиссёра, участвуя в постановке знаменитых спектаклей Е. М. Падве «Звучала музыка в саду» и «Какая музыка была, какая музыка звучала».

### Фильмография
- 1989 — Невыдуманные рассказы о прошлом (фильм-спектакль) — эпизод
- 2000 — Улицы разбитых фонарей −3 — Саша
- 2002 — Агентство «Золотая пуля» — Панкратов, старик
- 2002 — Тайны следствия-2 — Кузяев, следователь прокуратуры Выборга
- 2003 — Убойная сила-4 — эпизод
- 2004 — Опера-1. Хроники убойного отдела — эпизод
- 2005 — Вепрь — Тягин
- 2006 — Жаворонок (фильм-спектакль) — Кошон
- 2006 — Синдикат — эпизод
- 2008 — Дон Кихот (фильм-спектакль) — слуга Мартинеса
- 2009 — Оборотень — эпизод
- 2009 — Литейный, 4 (3-й сезон) — Митяй
- 2009-2010 — Ментовские войны-5 — Михалыч, тренер по боксу, крупье
- 2011 — Крылья (в производстве) — Катя Мильто
- 2011 — Утомленные солнцем 2: Цитадель — эпизод

## Издательства
- М. И. Андреев. Русский драматический театр: энциклопедия. — Науч. изд-во "Большая российская энциклопедия", 2001. — 640 с. — ISBN 978-5-85270-167-1.
- В конце восьмидесятых на ленинградской сцене: сборник научных трудов. — Лгитмик, 1989. — 180 с.